# Tour der australischen Rugby-Union-Nationalmannschaft nach Fidschi 1980
| Tour der Wallabies nach Fidschi 1980 | Tour der Wallabies nach Fidschi 1980 | Tour der Wallabies nach Fidschi 1980 | Tour der Wallabies nach Fidschi 1980 | Tour der Wallabies nach Fidschi 1980 |
| Übersicht                            | S                                    | G                                    | U                                    | N                                    |
| ------------------------------------ | ------------------------------------ | ------------------------------------ | ------------------------------------ | ------------------------------------ |
| Test Matches                         | 1                                    | 1                                    | 0                                    | 0                                    |
| Sonstige Spiele                      | 2                                    | 2                                    | 0                                    | 0                                    |
| Gesamt                               | 3                                    | 3                                    | 0                                    | 0                                    |
|                                      |                                      |                                      |                                      |                                      |
| Fidschi                              | 1                                    | 1                                    | 0                                    | 0                                    |

Die Tour der australischen Rugby-Union-Nationalmannschaft nach Fischi 1980 umfasste eine Reihe von Freundschaftsspielen der Wallabies, der Nationalmannschaft Australiens in der Sportart Rugby Union. Das Team reiste im Mai 1980 durch Fidschi und bestritt während dieser Zeit drei Spiele, darunter ein Test Match gegen die fidschianische Nationalmannschaft. Die Australier entschieden alle Spiele für sich.

## Spielplan
- Hintergrundfarbe grün = Sieg

(Test Matches sind grau unterlegt; Ergebnisse aus der Sicht Australiens)
| # | Datum        | Gegner  | Ort     | Stadion          | Ergebnis |
| - | ------------ | ------- | ------- | ---------------- | -------- |
| 1 | 17. Mai 1980 | Nadi    | Lautoka | Churchill Park   | 25:11    |
| 2 | 20. Mai 1980 | Rewa    | Suva    | National Stadium | 46:14    |
| 3 | 24. Mai 1980 | Fidschi | Suva    | National Stadium | 22:9     |

## Test Match
| 24. Mai 1980 | Fidschi                                          | 9 : 22        | Australien                                                                                        | National Stadium, Suva Zuschauer: 20.000 Schiedsrichter: Graeme Harrison (Neuseeland) |
| 24. Mai 1980 | Straftritte: Vuetaki Waisake Dropgoals: Radrodro | (6:9) Bericht | Versuche: Martin Moon Erhöhungen: Paul McLean Straftritte: Paul McLean (3) Dropgoals: Paul McLean | National Stadium, Suva Zuschauer: 20.000 Schiedsrichter: Graeme Harrison (Neuseeland) |

Aufstellungen:
- Fischi: Iokimi Finau, Wami Gavidi, Peceli Kina, Joape Kuinikoro, Ilikimi Kunagogo, Sanivalati Laulau, Rupeni Qaraniqio , Atonio Racika, Isimeli Radrodro, Eneri Ratudradra, Ilisoni Taoba, Tuimasi Tubananitu, Kini Vosailagi, Lemeki Vuetaki, Paula Waisake 
 Auswechselspieler: Vesivesi Bose, Jope Naucabalavu
- Australien: Phillip Cox, Duncan Hall, Mike Hawker, Michael Martin, Mick Mathers, Paul McLean, Brendan Moon, Michael O’Connor, Stan Pilecki, Simon Poidevin, Bill Ross, Tony Shaw , Andrew Slack, Steve Williams 
 Auswechselspieler: Peter McLean